# Emeralds
Gli Emeralds sono stati un gruppo musicale statunitense. La loro è una musica elettronica con propensioni all'ambient, al minimalismo e al krautrock.

## Storia
Originariamente, gli Emeralds prendevano il nome di Fancelions, che comprendevano John Elliott, Steve Hauschildt e Mark McGuire, ed erano attivi a Bay Village e Westlake sin dal 2005. Nel 2006, la band si rinominò Emeralds e tenne il suo primo concerto con quel nome nel mese di giugno di quell'anno. Fra le oltre quaranta registrazioni pubblicate per varie etichette indipendenti dagli Emeralds, vale la pena segnalare Does It Look Like I'm Here? (2010), album uscito per la Editions Mego e fra le uscite più note del trio. Il disco ricevette ottimi giudizi da parte di siti e riviste come Pitchfork Media e venne considerato il disco dell'anno da Drowned in Sound.
Gli Emeralds aprirono due concerti dei Throbbing Gristle a Chicago e New York durante il mese di aprile del 2009, e le date di Caribou nel Nord America dal 19 settembre al 31 ottobre 2010. Nel 2010, gli Emeralds vennero invitati a partecipare agli All Tomorrow's Parties dai Godspeed You! Black Emperor; due anni più tardi, la band fu nuovamente invitata a esibirsi al festival rispettivamente dagli Afghan Whigs. Nel frattempo, gli Emeralds aprirono diverse etichette discografiche, fra cui la Wagon, curata da McGuire e Elliott, la Gneiss Things di Hauschildt e la Spectrum Spools, di proprietà di Elliott.
Nel mese di gennaio del 2013, McGuire abbandonò il gruppo. Benché avesse inizialmente avuto intenzione di mantenere intatto il progetto, Hauschildt dichiarò lo scioglimento degli Emeralds poche settimane dopo la dipartita di McGuire. In seguito, i tre artisti proseguirono le loro carriere soliste.

## Formazione
- John Elliott
- Steve Hauschildt
- Mark McGuire

## Discografia parziale
- 2008 – Solar Bridge
- 2009 – Emeralds
- 2009 – What Happened
- 2010 – Does It Look Like I'm Here?
- 2012 – Just To Feel Anything